# Slagorde van de Slag bij Halen
Dit is de slagorde of anders gezegd een opsomming van de Belgische en Duitse militaire eenheden die aanwezig waren bij de Slag bij Halen (ook poëtisch Slag der Zilveren Helmen genoemd) op 12 augustus 1914.

## Belgische troepen
De Belgische troepen stonden onder het commando van luitenant-generaal De Witte.

### Cavalerie divisie
Cavalerie divisie (luitenant-generaal De Witte)
- 1e brigade (generaal-majoor De Monge)
  - 1e regiment gidsen
    - 4 eskadrons
    - sectie mitrailleurgeweer

  - 2e regiment gidsen
    - 4 eskadrons
    - sectie mitrailleurgeweer
- 2e brigade (generaal-majoor Proost)
  - 4e regiment lansiers
    - 4 eskadrons

  - 5e regiment lansiers
    - 4 eskadrons
- groep rijdende artillerie (majoor Piette)
  - 3 batterijen
- bataljon karabiniers – fietsers (majoor Siron)[1]
  - 3 compagnies
- sectie Hotchkiss F.M. (kapitein Vandezande)
- compagnie pioniers-pontonniers-fietsers (kapitein-commandant Dujardin)
- sectie telegrafisten – fietsers (luitenant Barella)
- vervoerskorps (tweede kapitein Stephany)
  - gevechtstrein (=munitie en gewondenvervoer)
  - leeftochttrein (=proviand en autonome beenhouwerij)
  - legertros en diensten legerdivisie (=overige logistiek)

### 4e gemengde brigade
Eenheden van de 4e gemengde brigade onder leiding van generaal-majoor Scheere werden als versterking naar Halen gestuurd. De 4e gemengde brigade was een onderdeel van de 1e legerdivisie.
- regiment 4e linie (kolonel Triest)
  - 1e bataljon
    - 4 companies

  - 3e bataljon 
    - 1e compagnie
    - 4e compagnie
- regiment 24e linie (luitenant-kolonel Gauthier)
  - 1e bataljon
    - 1e compagnie
    - 3e compagnie
    - 4e compagnie

  - 2e bataljon
    - 4 compagnies

  - 3e bataljon
    - 4 compagnies
- compagnie Maxime mitrailleuses (kapitein Rooryck)
- compagnie Hotchkiss mitrailleuses (luitenant Blanchard)
- artillerie van de 4e gemengde brigade (majoor Vanacker)
  - 7e batterij
  - 8e batterij
  - 9e batterij

## Duitse troepen
De Duitse troepen bestonden uit eenheden van het 2e Duitse Ruiterijkorps (Duits: Höheres Kavallerie-Kommando Nr. 2) onder leiding van (General der Kavallerie  von der Marwits)

### 2e Kavallerie-division
De 2e cavalerie divisie stond onder leiding van generalmajor Von Krane.
- 5e kavallerie-brigade
  - 1e Brandenburgse dragonders regiment nr 2
  - 1e Brandenburgse ulanen regiment nr 3  Kaiser Alexander II. von Rußland
- 8e kavallerie-brigade 
  - Maagdeburgse kurassier regiment nr 7 von Seydlitz
  - Thuringense huzaren regiment nr 12
- Leib-husaren-brigade
  - 1e Leib-husaren regiment nr 1
  - 2e Leib-husaren regiment nr 2 Königin Viktoria von Preußen
- abteilung rijdende veldartillerie van het 35e (1st West Pruisische) veldartillerie regiment
- abteilung machinengewehr  4
- abteilung jäger batalion 4
- abteilung pioneer
- Kavallerie-Lastkraftwagen-Kolonne 2
- verbindingsafdeling

### 4e Kavallerie-division
- 3e kavallerie-brigade 
  - Pommers kurassier regiment nr. 2 "Königin"
  - 2. Pommers ulanen regiment nr. 9
- 17e kavallerie-brigade  
  - 1. Groothertog Mecklenburg dragonder regiment nr. 17
  - 2. Groothertog Mecklenburg dragonder regiment nr. 18
- 18e kavallerie-brigade
  - Hannover husaren regiment nr. 15 Königin Wilhelmina der Niederlande
  - Sleeswijk-Holstein husaren regiment nr. 16 Kaiser Franz Josef von Osterreich. König von Ungarn
- abteilung rijdende veldartillerie 1. Brandenburgse regiment nr. 3 Generaal-Feldzeugmeister
- abteilung garde machienen gewehr 2
- jäger batalion 9 
  - versterkt met een compagnie van jäger batalion 7
- abteilung cavalerie pionier nr. 4
- Kavallerie-lastkraftwagen-kolonne 4
- verbindingsafdeling